# HMS Opossum (U33)
Pour les autres navires du même nom, voir HMS Opossum.
Le HMS Opossum est un sloop britannique, de la classe Black Swan modifiée, qui participa aux opérations navales contre la Kriegsmarine (marine allemande) pendant la Seconde Guerre mondiale.

## Construction et conception
Le HMS Opossum est commandé le 12 août 1941 dans le cadre de programmation de 1941 pour le chantier naval de William Denny and Brothers à Dumbarton en Ecosse. La pose de la quille est effectuée le 28 juillet 1943, le HMS Opossum est lancé le 30 novembre 1944 et mis en service le 16 juin 1945.
Les sloops de la classe Black Swan ont fait l'objet de nombreuses modifications au cours du processus de construction, à tel point que la conception a été révisée, les navires ultérieurs (du programme de 1941 et suivants) étant décrits comme la classe Black Swan modifiée. Bien que Wren ait été fixé selon la conception originale, elle a été achevée plus tard que certains des navires de classe modifiés, et avec les modifications apportées lors de sa construction, il était impossible de les distinguer des navires modifiés de Black Swan .
La classe Black Swan modifiée était une version élargie et mieux armée pour la lutte anti-sous-marine de la classe Black Swan, elle-même dérivée des sloops antérieurs de la classe Egret. L'armement principal se composait de six canons antiaériens QF 4 pouces Mk XVI dans trois tourelles jumelles, de 6 Canons jumelés de 20 mm Oerlikon Anti-aérien, de 4 canons de 40 mm pom-pom. L'armement anti-sous-marin se composait de lanceurs de charges de profondeur avec 110 charges de profondeur transportées. Il était aussi équipé d'un mortier Hedgehog anti-sous-marin pour lancer en avant ainsi qu'un équipement radar pour le radar d'alerte de surface type 272, et le radar de contrôle de tir type 285,.

## Historique
Il est mis en service après la capitulation allemande. Ce navire est équipé de stabilisateurs Brown / Denny pour fournir une meilleure plate-forme d'artillerie. Les doubles canons Oerlikon sont retirés et remplacés par deux canons de type Bofors de 40 mm avec protection des tubes vers la superstructure. Un certain nombre de racks de charges de profondeur ont également été retirés. Il est équipé d'un radar de recherche d'avions de type 271, d'un radar de surface de type 293 et d'un radar de tir de type 285. L'armement est ajusté pour les raids de type kamikaze.
Il rejoint la British Pacific Fleet dès août 1945 pour le théâtre du Pacifique.
À la fin de la guerre, le HMS Opossum rejoint la 33e Flottille d'escorte de la British Pacific Fleet basée à Hong Kong, puis subit des améliorations à Sydney, au milieu de 1946.
En 1947, il retourne au Royaume-Uni pour être mis au statut de réserve à Portsmouth. Il est de retour pour le service en 1951 après le déclenchement de la guerre de Corée où il sert dans l'élément de la Royal Navy des forces navales de l'ONU dans le cadre de la 3e flottille de frégates.
Il quitte l'Extrême-Orient en 1957 et est transféré au 7e Escadron de frégates servant dans l'Atlantique Sud. Deux ans plus tard, il est de nouveau réduit à la Réserve et reste à Devonport jusqu'en 1960, date à laquelle il est inscrit sur la liste de destruction.
Vendu à Bisco pour démolition par Demmelweek et Redding, le navire arrive en remorque au chantier des démolisseurs à Plymouth le 26 avril 1960.